# Teorema da raiz complexa conjugada
Em matemática, o teorema da raiz complexa conjugada estabelece que se P é um polinômio em uma variável com coeficientes reais, e a + bi é uma raiz de P com a e b números reais, então seu complexo conjugado a − bi é também uma raiz de P.
Disto segue (e do teorema fundamental da álgebra), que se o grau de um polinômio real é ímpar, o mesmo tem no mínimo uma raiz real. Isto pode ser também provado usando o teorema do valor intermediário.

## Exemplos e consequências
- O polinômio x2 + 1 = 0 tem raízes ±i.
- Qualquer matriz real quadrada de grau ímpar tem no mínimo um autovalor real. Por exemplo, se a matriz é ortogonal, então 1 ou −1 é um autovalor.
- O polinômio

{\displaystyle x^{3}-7x^{2}+41x-87\,}
tem raízes
{\displaystyle 3,\,2+5i,\,2-5i,}
e pode assim ser fatorado como
{\displaystyle (x-3)(x-2-5i)(x-2+5i).\,}
Calculando o produto dos dois últimos fatores, as partes imaginárias são canceladas, resultando
{\displaystyle (x-3)(x^{2}-4x+29).\,}
Os fatores não-reais surgem em pares que quando multiplicados fornecem polinômios quadráticos com coeficientes reais. Como todo polinômio com coeficientes complexos pode ser fatorado em fatores de grau um (esta é uma maneira de estabelecer o teorema fundamental da álgebra), segue que todo polinômio com coeficientes reais pode ser fatorado em fatores de grau não maior que 2: justamente grau 1 e fatores quadráticos.

### Corolário sobre polinômios de grau ímpar
Segue do presente teorema e do teorema fundamental da álgebra que se o grau de um polinômio real é ímpar, o mesmo tem necessariamente no mínimo uma raiz real.
Isto pode ser provado como segue.
- Desde que raízes complexas não-reais ocorrem em pares conjugados, existe um número par das mesmas;
- Mas um polinômio de grau ímpar tem número ímpar de raíze;
- Portanto algumas raízes devem ser reais.

## Prova simples
Uma prova do teorema é como segue:
Considere o polinômio
{\displaystyle P(z)=a_{0}+a_{1}z+a_{2}z^{2}+\cdots +a_{n}z^{n}}
onde todos os ar são reais. Suponha que algum número complexo ζ seja uma raiz de P, isto é P(ζ) = 0. É necessário mostrar que
{\displaystyle P({\overline {\zeta }})=0}
também deve ser satisfeito.
Se P(ζ) = 0, então
{\displaystyle a_{0}+a_{1}\zeta +a_{2}\zeta ^{2}+\cdots +a_{n}\zeta ^{n}=0\,}
que pode ser expresso na forma
{\displaystyle \sum _{r=0}^{n}a_{r}\zeta ^{r}=0.}
Agora
{\displaystyle P({\overline {\zeta }})=\sum _{r=0}^{n}a_{r}\left({\overline {\zeta }}\right)^{r}}
e dada a propriedade de conjugação dos complexos
{\displaystyle \sum _{r=0}^{n}a_{r}\left({\overline {\zeta }}\right)^{r}=\sum _{r=0}^{n}a_{r}{\overline {\zeta ^{r}}}=\sum _{r=0}^{n}{\overline {a_{r}\zeta ^{r}}}={\overline {\sum _{r=0}^{n}a_{r}\zeta ^{r}}}.}
Como
{\displaystyle {\overline {\sum _{r=0}^{n}a_{r}\zeta ^{r}}}={\overline {0}}}
segue que
{\displaystyle \sum _{r=0}^{n}a_{r}\left({\overline {\zeta }}\right)^{r}={\overline {0}}=0.}
Isto é,
{\displaystyle P({\overline {\zeta }})=a_{0}+a_{1}{\overline {\zeta }}+a_{2}\left({\overline {\zeta }}\right)^{2}+\cdots +a_{n}\left({\overline {\zeta }}\right)^{n}=0.}